# Hypersophtha
Hypersophtha är ett släkte av fjärilar. Hypersophtha ingår i familjen nattflyn.
Kladogram enligt Catalogue of Life:
| Hypersophtha | \| \| Hypersophtha falcata \| \| \| \| \| \| Hypersophtha priscata \| \| \| \| |
|              | \| \| Hypersophtha falcata \| \| \| \| \| \| Hypersophtha priscata \| \| \| \| |
|              | Hypersophtha falcata                                                           |
|              |                                                                                |
|              | Hypersophtha priscata                                                          |
|              |                                                                                |